# Rudolf Koller
Rudolf Koller (21 de mayo de 1828 - 5 de enero de 1905) fue un pintor suizo. Asociado a la escuela realista, su obra primera no puede obviar la influencia romántica de la Escuela de Düsseldorf. El estilo de Koller se acerca al de los pintores realistas franceses como Gustave Courbet o Camille Corot; también se asocia al de otros pintores suizos como George Stubbs, Rosa Bonheur o Théodore Géricault. Muchos de sus lienzos tratan del mundo animal y de la naturaleza, en la tradición del llamado plein air, con paisajes de la montaña suiza que tan fielmente ejecutó. Llamado "el pintor nacional del animal suizo", debido a sus pinturas de vacas, está considerado, junto con Frank Buchser y Gustave Castan, como uno de los pintores suizos más importantes del siglo XIX. Sus óleos Gotthardpost o St Gotthard Mailcoach (1873) son algunos de los más conocidos.

## Vida

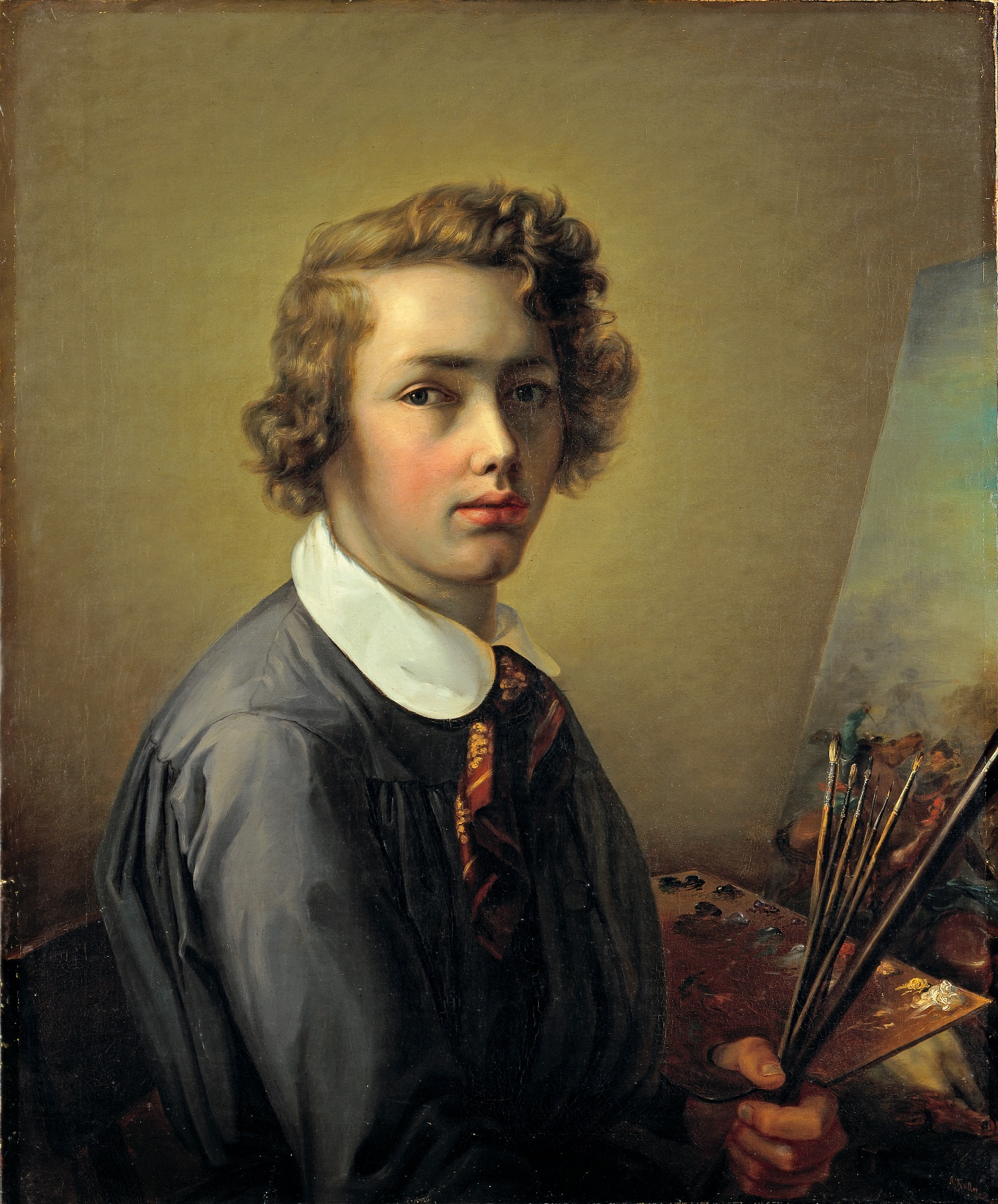
Rudolf Koller, 1844, autorretrato a los 16 años.

Koller nació en Zürich en 1828. Dos años después, en 1830, su padre, Johann Heinrich, carnicero de profesión, adquirió el "Schwarzen Adler", un hotel en el centro de la ciudad, cerca el río. Su madre era Maria Ursula Forster. El pequeño Rudolf departió frecuentemente con la clientela del hotel, ganaderos y comerciantes de ganado. Asistió a una escuela elemental llamada Fraumünster y más tarde, de 1840 a 1843, estudió en la escuela industrial cantonal de Zürich. Pintó sus primeros cuadros con un tío suyo, pintor de paisajes. El joven Koller decidió especializarse en pintura de caballos.
Tras su paso por la Escuela Industrial de Zürich, en octubre de 1843, Koller empezó a formarse con el pintor y profesor de arte Jacques Schweizer, el retratista Johann Rudolf Obrist y el pintor de paisajes Hans Jacob Ulrich, con los que tomó clases de pintura. Ulrich, pintor de éxito, con gran dominio de paisajes y animales, le influyó más allá de la coincidencia en la elección de los temas.
En 1845 fue a Múnich donde trabajó con un grupo de artistas llamado "Schweizer", dirigido por el suizo Johann Gottfried Steffan. En 1845 hizo pruebas para pintar a caballos en una cuadra de Guillermo I de Wurtemberg, cerca de Stuttgart, y fue contratado para pintar cuadros de caballos y perros. En 1846-47, estudió figura con Karl Ferdinand Sohn en la Academia de Bellas Artes de Düsseldorf. Allí coincidió con el pintor simbolista suizo Arnold Böcklin y el clasicista alemán  Anselm Feuerbach. Rudolf Koller viajó junto con su amigo Arnold Böcklin a Bruselas y Amberes, en 1847.

## Carrera

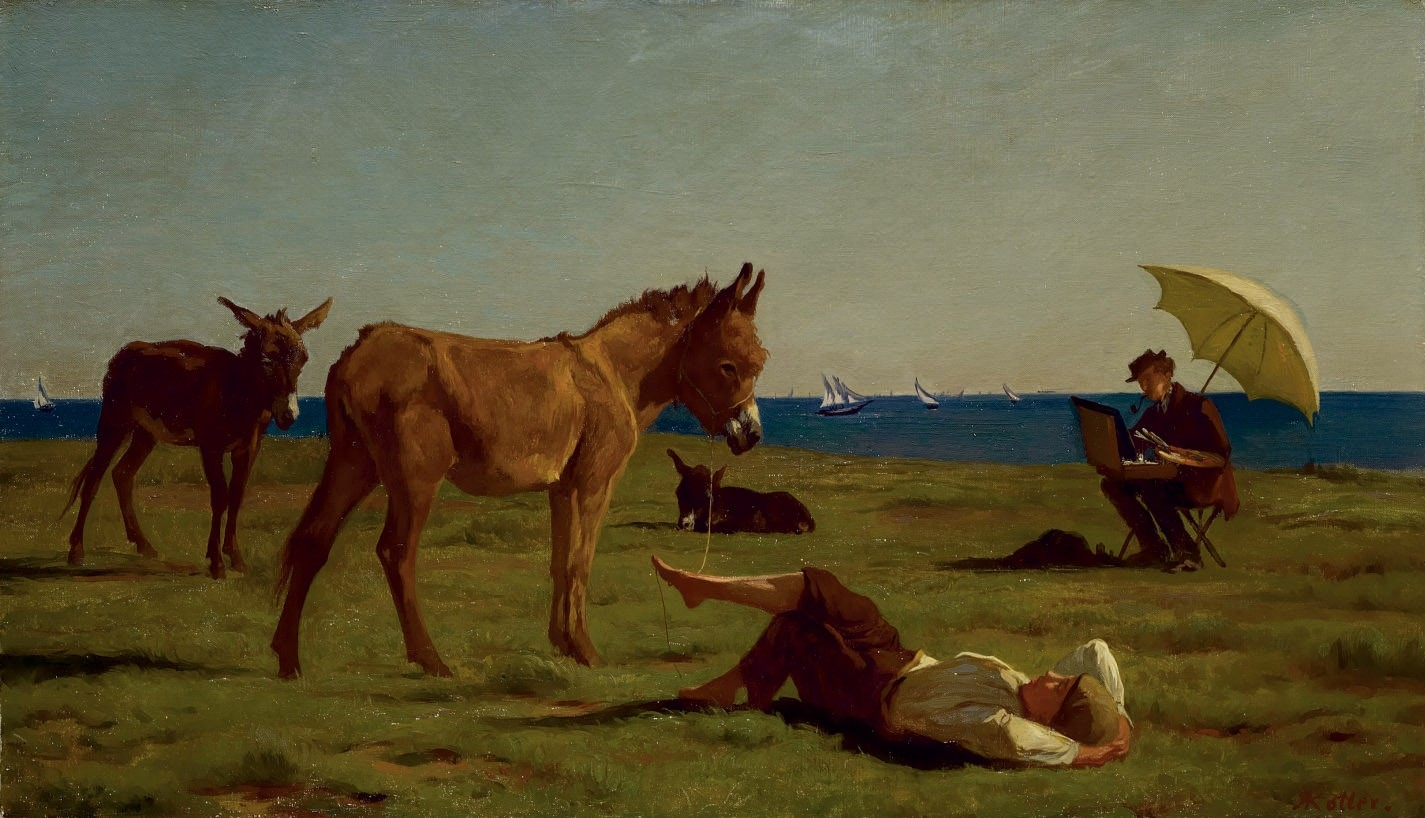
El artista y su modelo, 1854

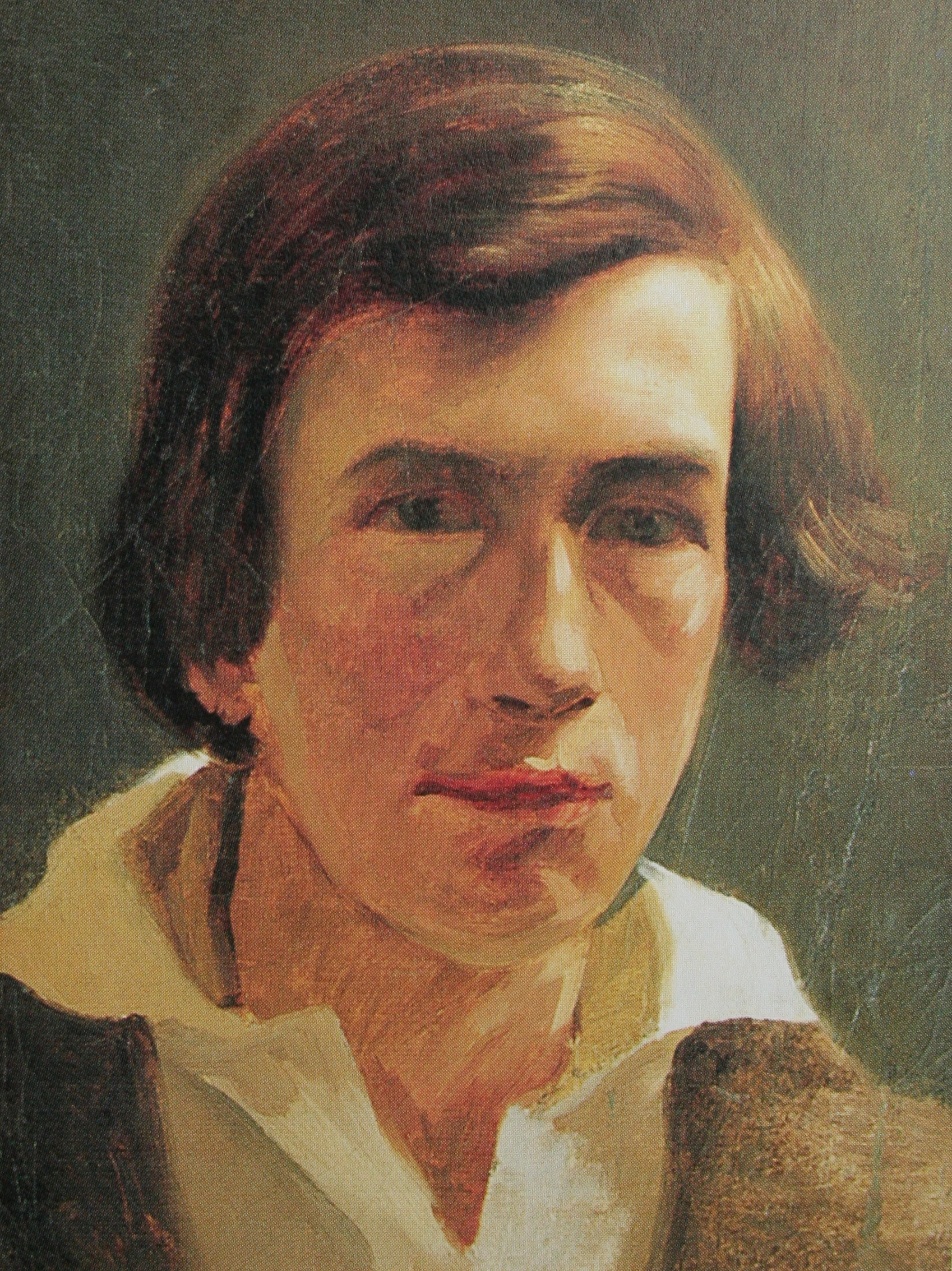
Koller retrato del Arnold joven Böcklin, 1847

Hacia 1847 Koller se instaló en París, donde comparte un estudio con Arnold Böcklin. En el Museo del Louvre copia obras de arte del siglo XVII y se familiariza con los trabajos de pintores de animales contemporáneos como Rosa Bonheur y Constant Troyon. También visita el estudio del pintor animal Jacques Raymond Brascassat. En Barbizon, Koller pintó escenas de exteriores. 

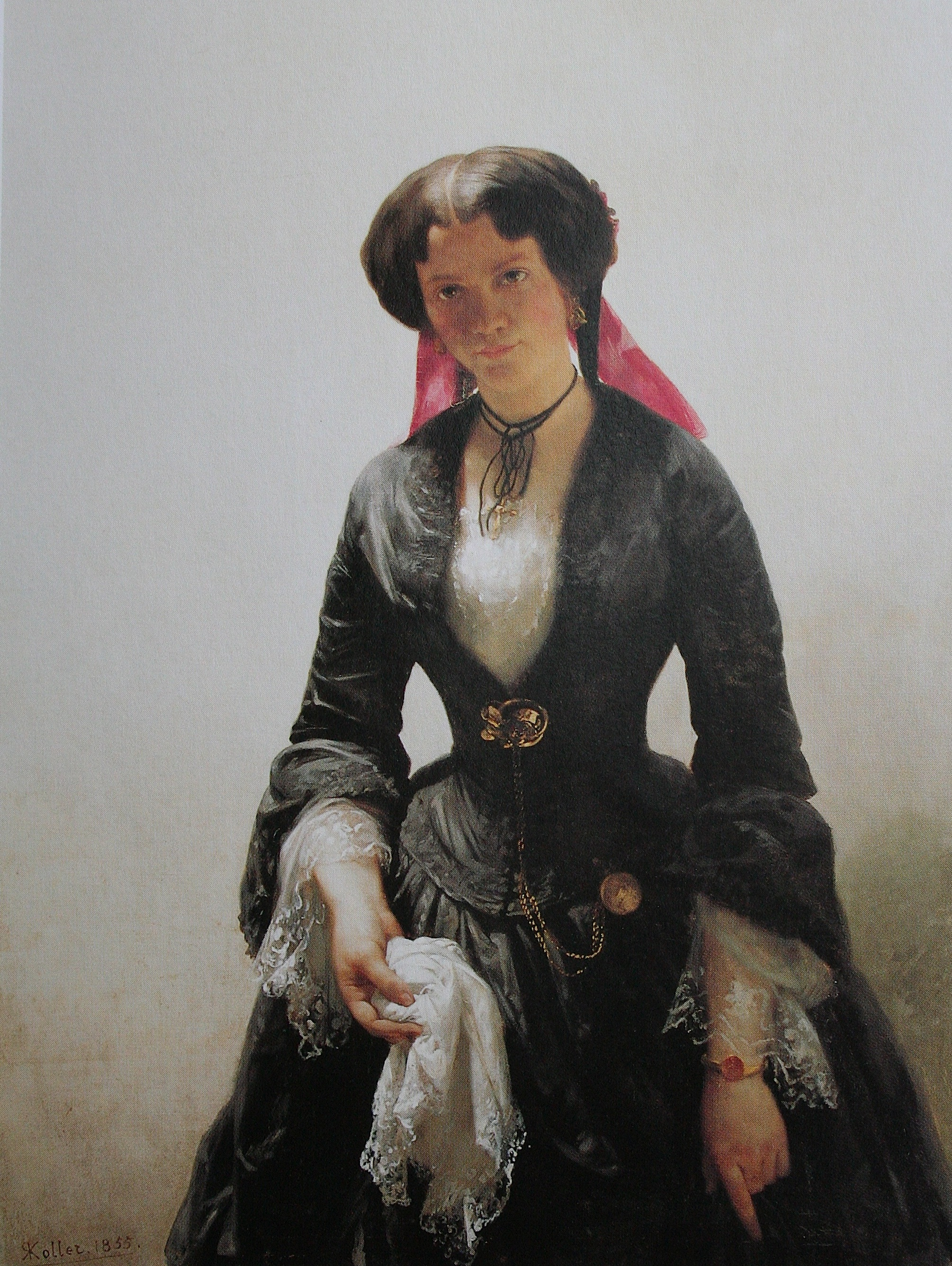
Bertha Schlatter, 1855

Ya en 1848, con graves dificultades económicas, regresó a Zürich. De 1849 a 1850 Koller marcha a Hasliberg, un pueblo cercano a Interlaken. Más tarde viaja a Múnich, donde se familiariza con el paisaje y los pintores Johann Gottfried Steffan y Friedrich Voltz. En una granja caballar de Baviera realiza nuevos estudios de caballos. Viaja por Zugspitze y el Tirol alemán para estudiar nuevos paisajes.
En abril de 1851 vuelve a Zürich, donde se relaciona con los pintores suizos Robert Zünd y Ernst Stückelberg. Koller recibe numerosos encargos de pinturas de animales en su nuevo estudio. En 1852-53, en asociación con Zünd, pinta varios paisajes cerca del Lago de Walen, un gran lago ubicado en la Suiza oriental.
En mayo de 1856, Koller, con 28 años, se casa con Bertha Schlatter, cuyo retrato ha pintado el año anterior. Fueron de luna de miel a Viena, donde Koller ya había exhibido varios trabajos anteriormente. En 1857 pinta el cuadro Kuh im Krautgarten (Vaca en el jardín). y se relaciona con otros intelectuales como el joven novelista suizo Gottfried Keller, el historiador Jacob Burckhardt y el novelista Friedrich Theodor Vischer. Durante 1858, Koller viajó al Cantón de Glaris; su trabajo Richisau pertenece a este viaje.

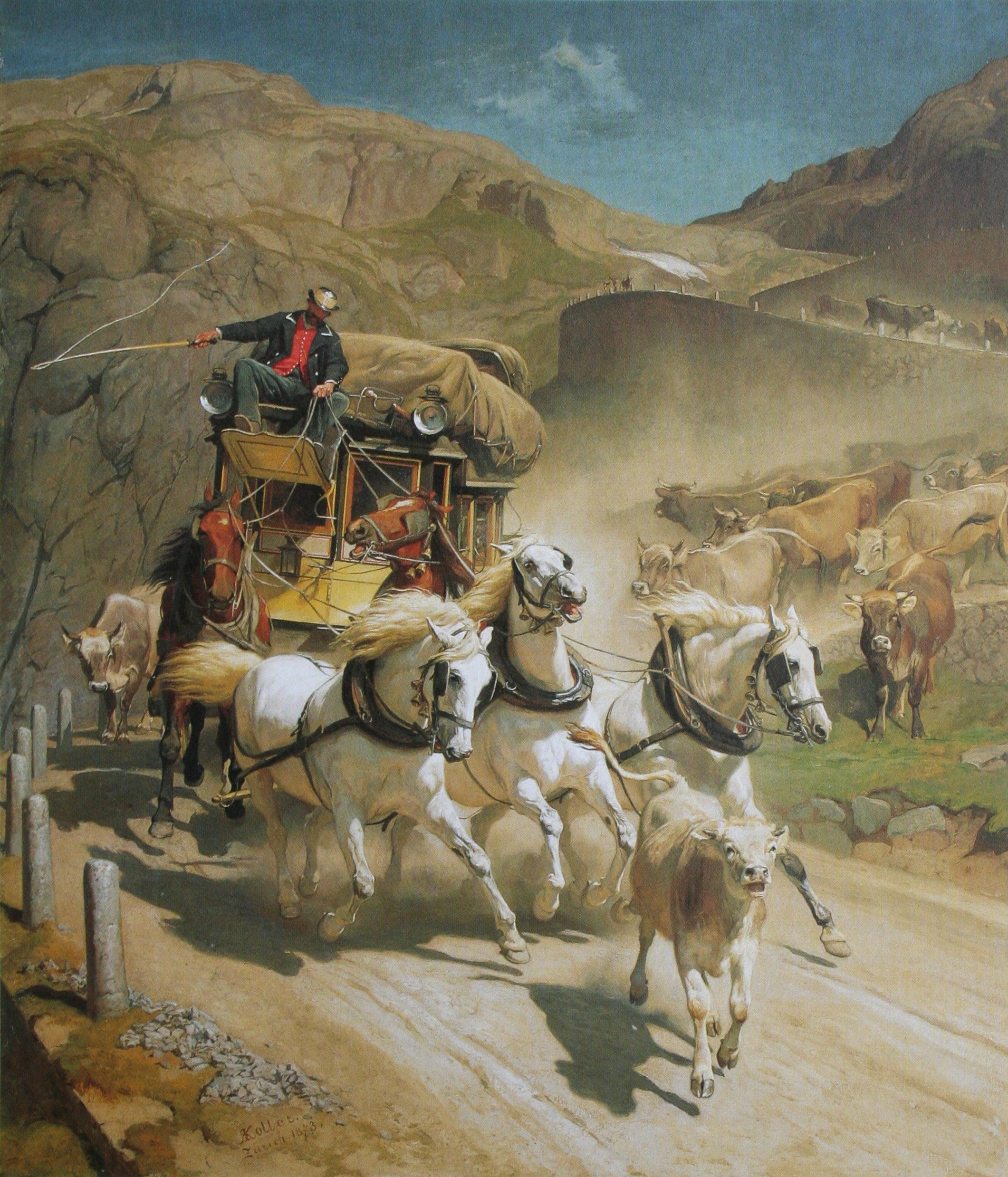
Gotthardpost, 1873

En 1862 Koller compró un chalet en la orilla oriental de Lago de Zúrich, donde vivirá el resto de su vida. Allí mantiene varios animales que le sirven, principalmente, para su estudio y modelo. En 1868-69 viaja por Florencia, Roma y Nápoles. Tras su regreso, tome en alumnado de arte en su estudio. Su Cosecha de Heno de la pintura en Tiempo Amenazante de 1854 es un ejemplo bueno de su composición armoniosa e integridad de expresión.
En 1870 Koller pierde parte de su visión, sin embargo, todavía es capaz de expresar con sus pinceles su poder artístico, como el encargo de la empresa de Ferrocarril Nororiental suizo, para hacer un regalo al industrial y pionero de ferrocarril Alfred Escher con ocasión de su jubilación. Koller alude al Túnel ferroviario de San Gotardo, abanderado por Escher, y lo combinó finalmente con varios estudios de sus obras mayores, el Gotthardpost, o El correo de Gotthard, que ahora cuelga en el Kunsthaus Zürich. Koller pintó una replica en 1874 para un banco de Zürich. En 1900 Koller viajó por última vez a Italia, donde  coincidió con su amigo Böcklin.

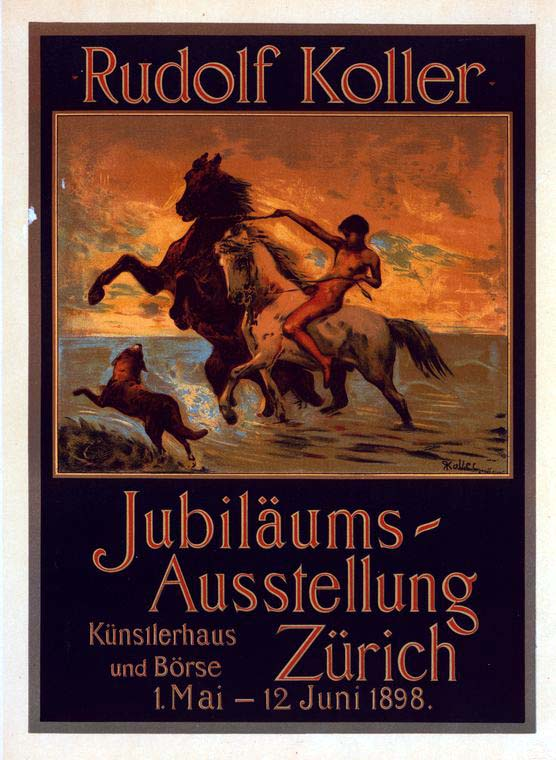
Cartel de la Exposición de 1898.

## Muerte
Rudolf Koller murió en 1905, a los 76 años de edad, en su casa de Zürich. Su tumba está en el cementerio Sihlfeld de Zürich, cerca de su amigo Gottfried Keller, que había muerto en 1890. Tras su defunción, el Museo de Arte de Zürich organizó una exposición de sus trabajos, incluyendo algunos cuadros primerizos, así como varios objetos personales. Para honrar el centenario de su muerte el Hotel Adler colocó un accesorio con agua para animales.

## Honores

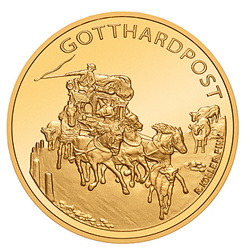
2013 moneda

En 1898, con motivo de su 70.º cumpleaños, se celebró una gran exposición de los trabajos de Rudolf Koller en Zürich, que obtuvo más de 20.000 visitantes. Ese mismo año, Koller fue nombrado Doctor honoris causa por la Universidad de Zúrich.
En 2013, Suiza emitió una moneda conmemorativa de 50 francos con uno de sus trabajos más destacados, El correo de Gotthard.

## Galería

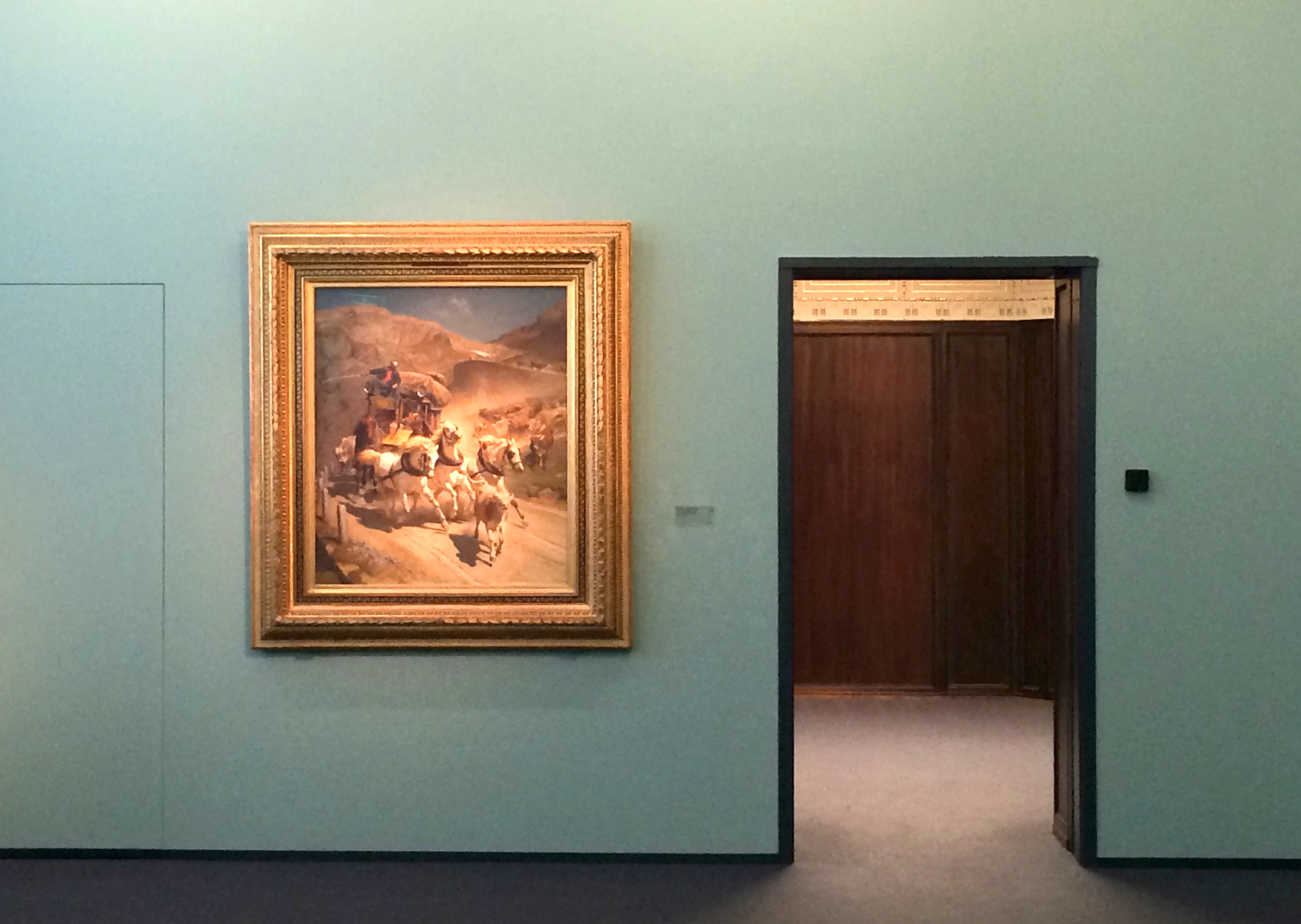
La pintura famosa Gotthardpost en Kunsthaus Zürich

Animales
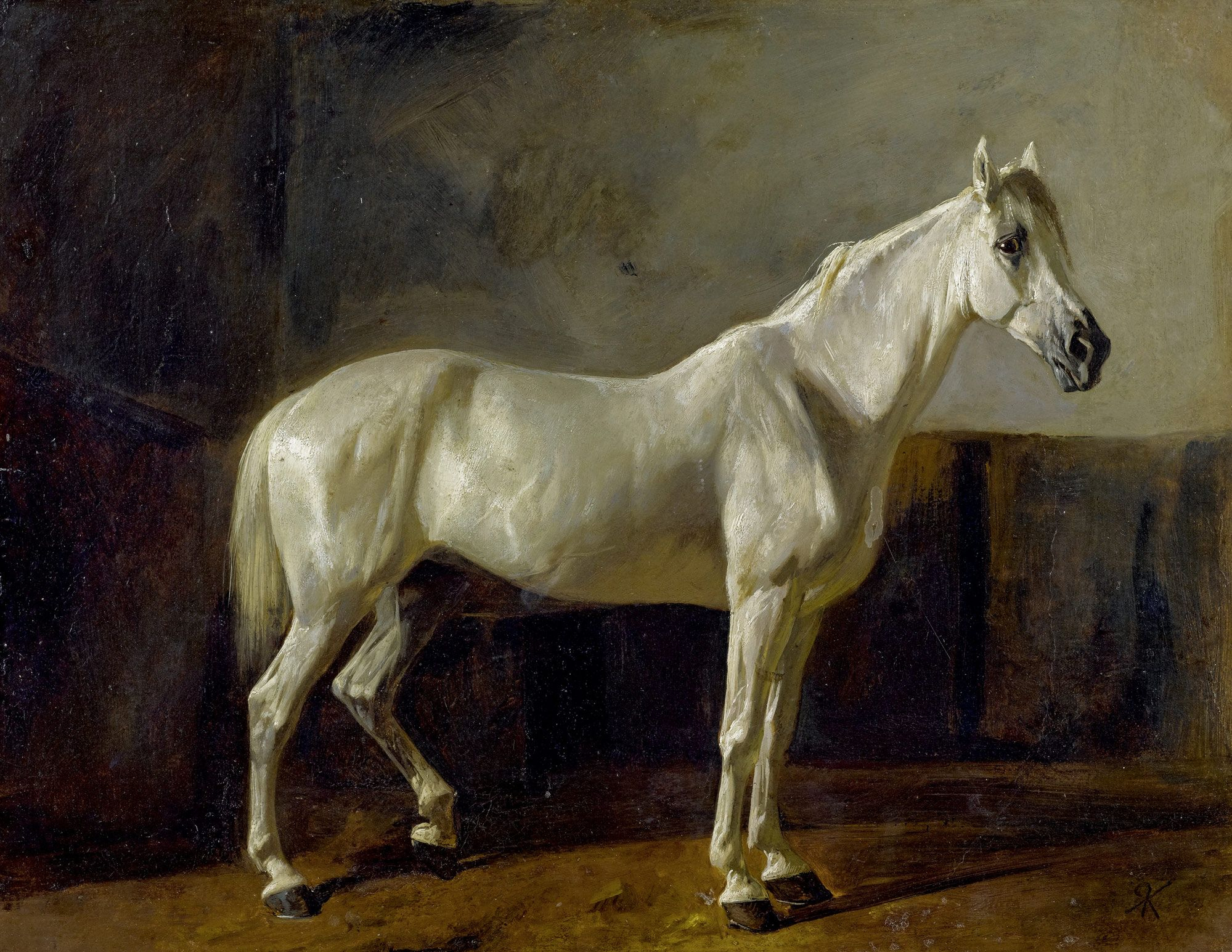
Caballo blanco
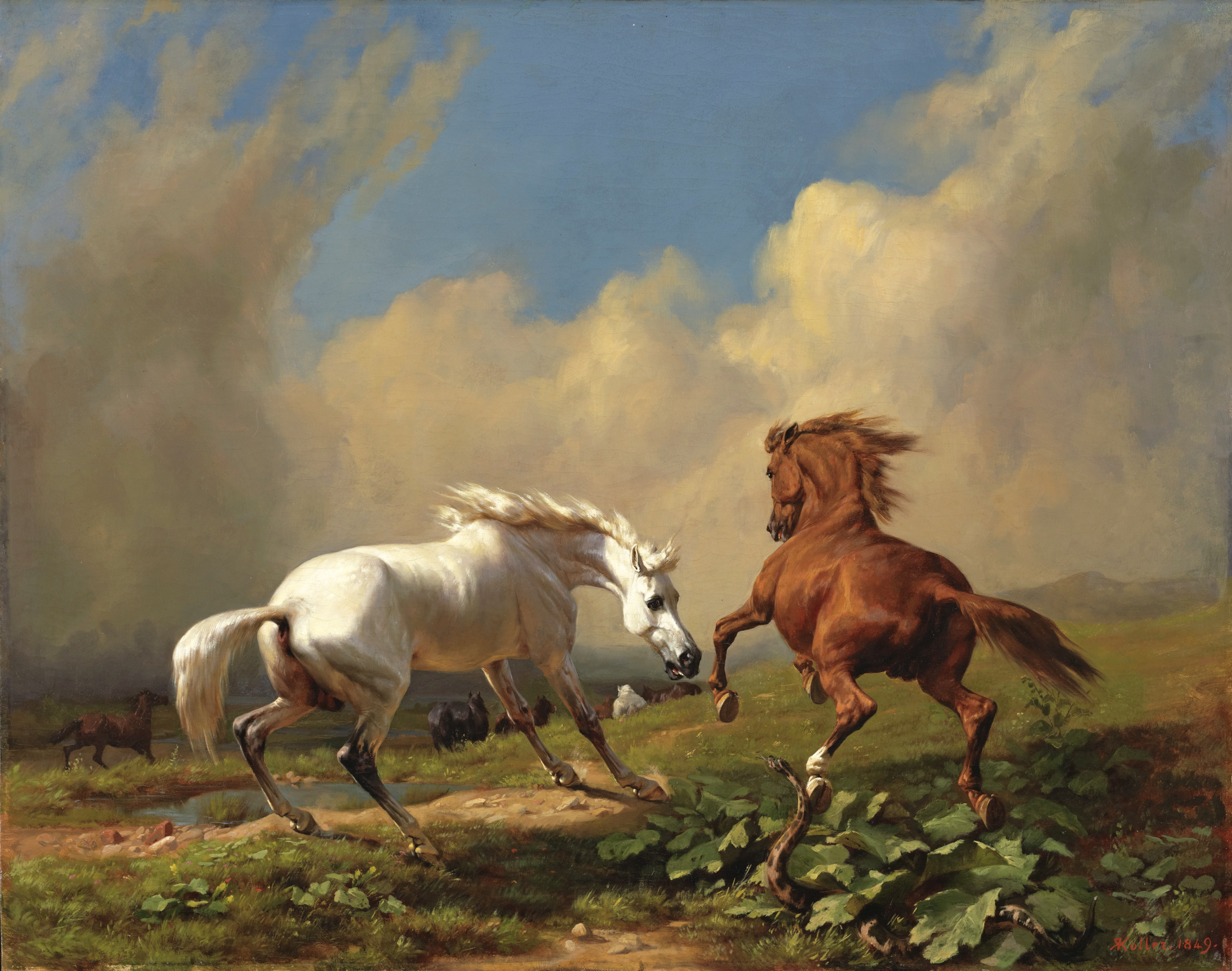
Caballos ante la tormenta (1849)
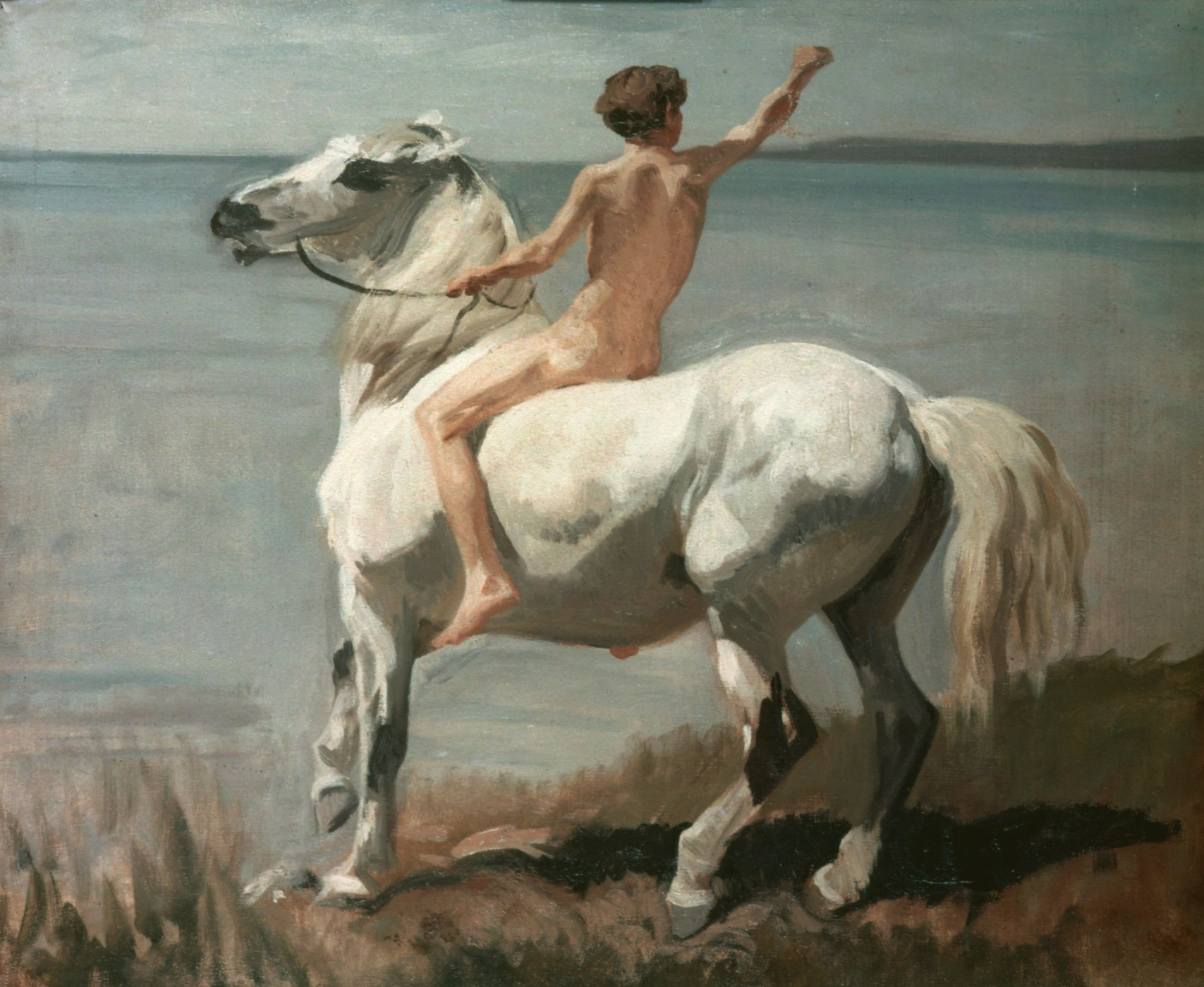
Niño con caballo blanco (1872)
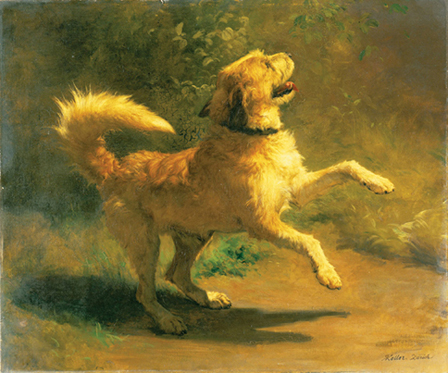
Perro saltando (1856)
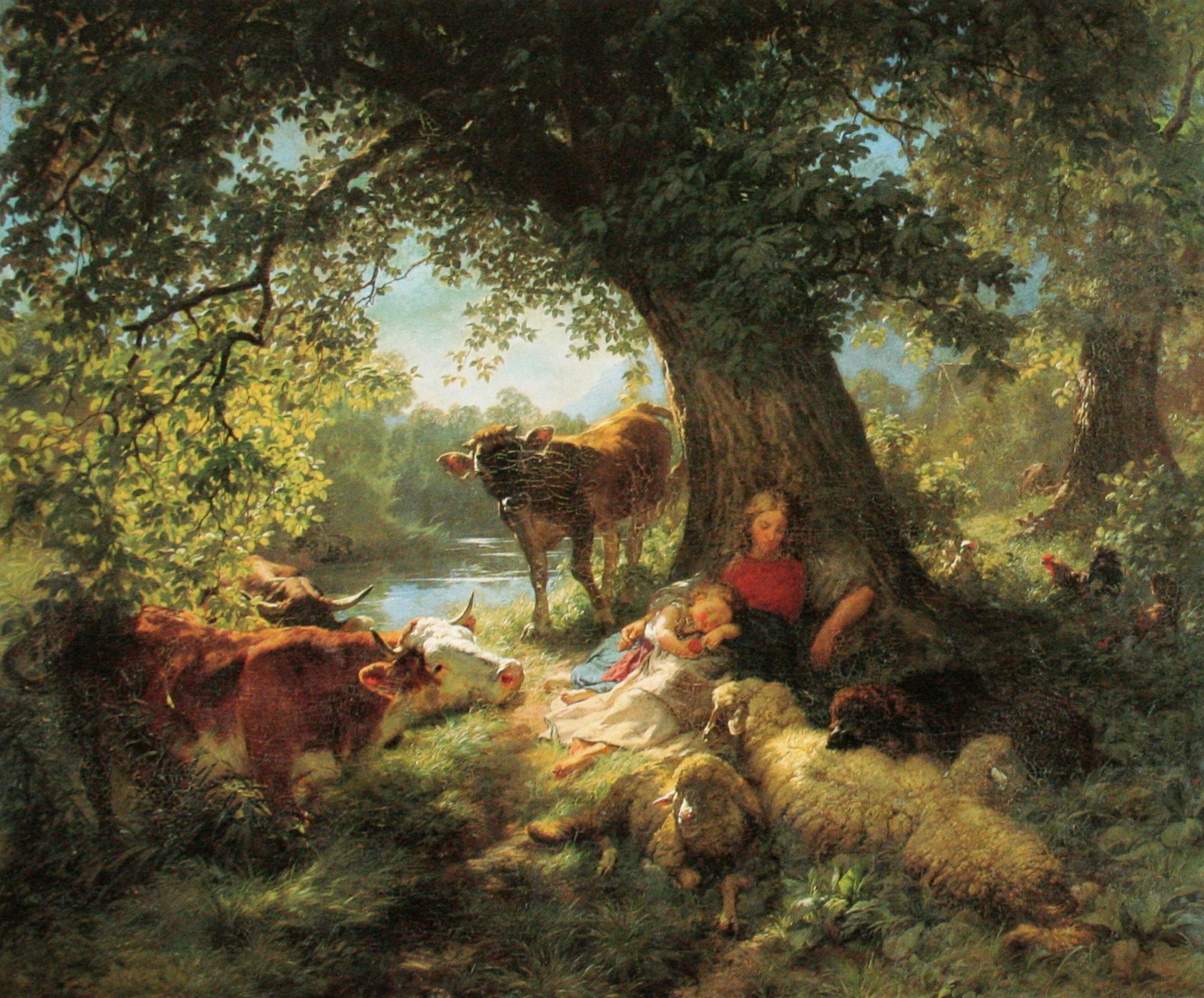
La tarde (1860)

Reses
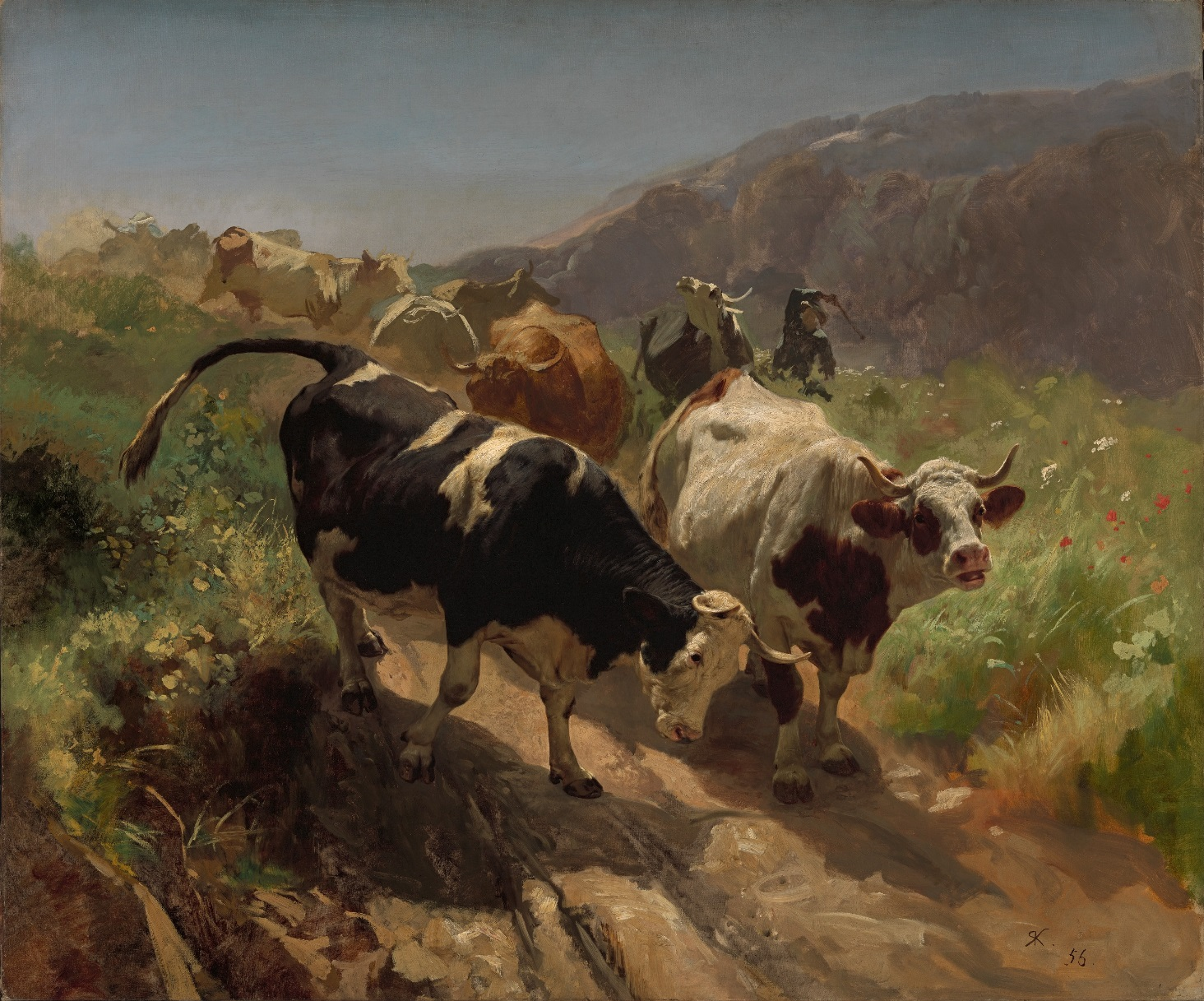
Descenso desde los Alpes (1856)
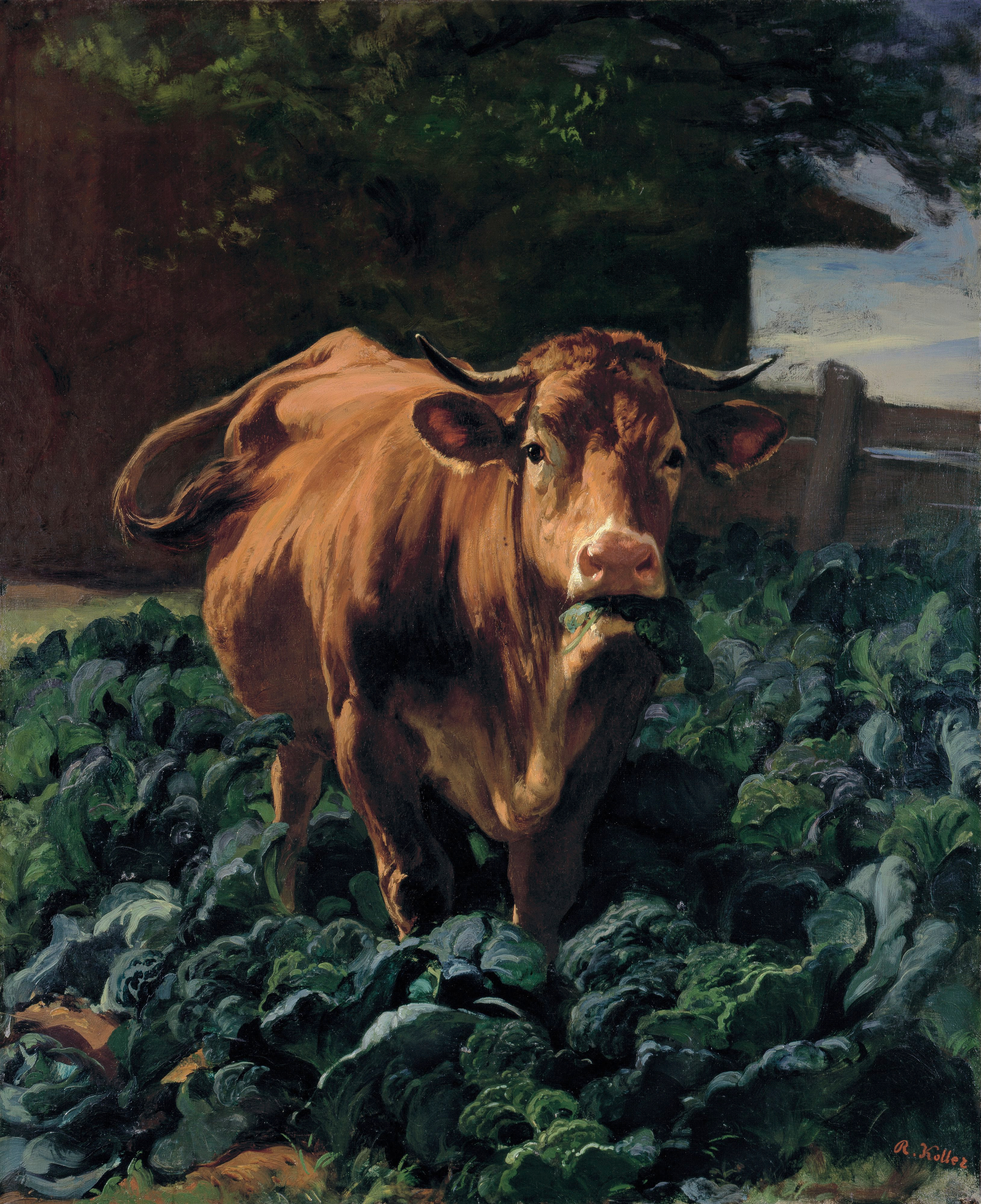
Jardín de hierba (1857)
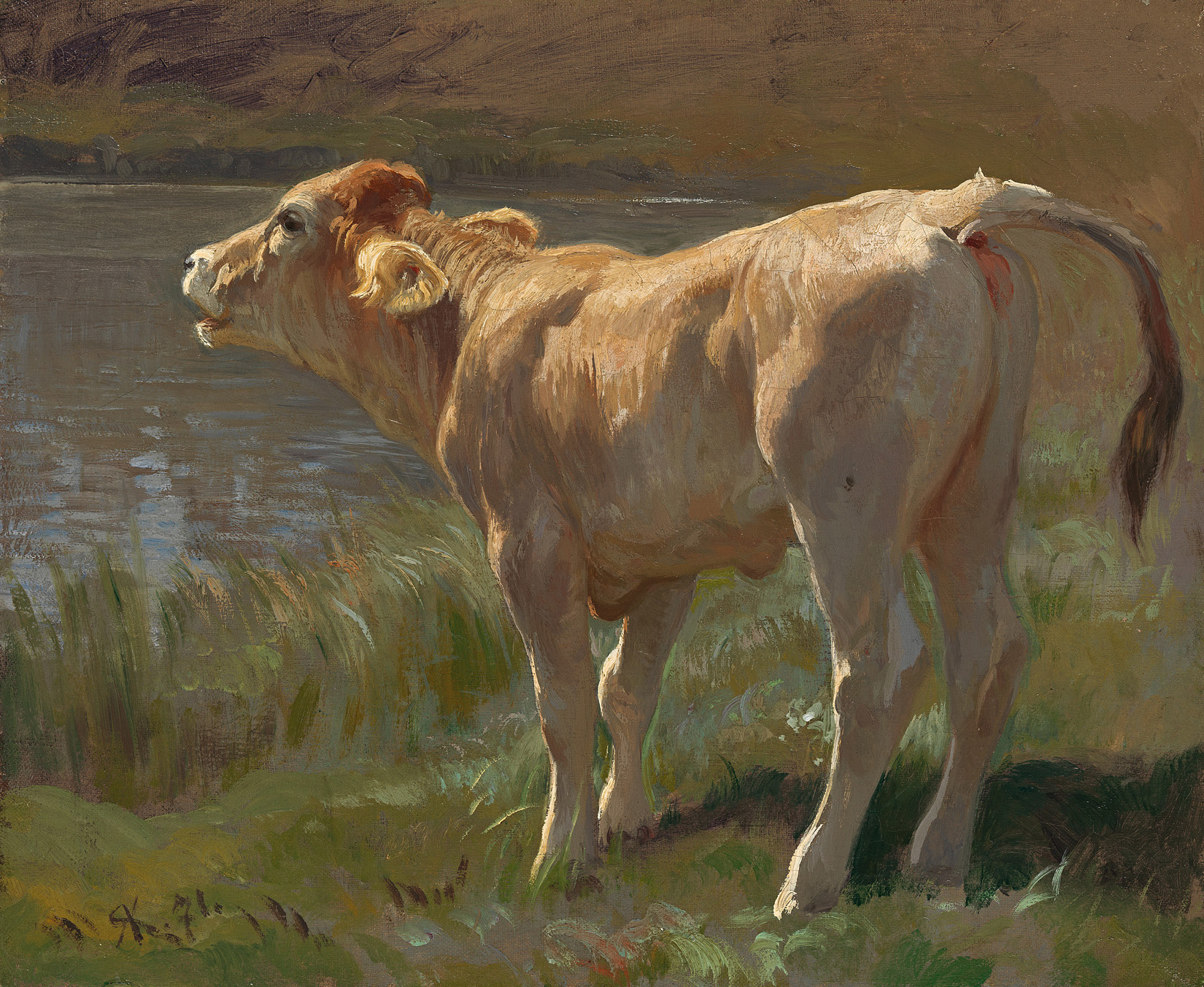
Novillo mugiendo (1871)
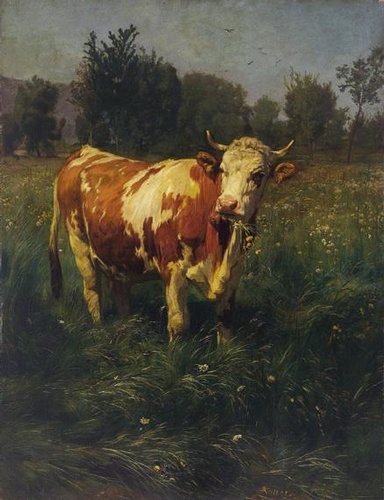
Vaca (1898)
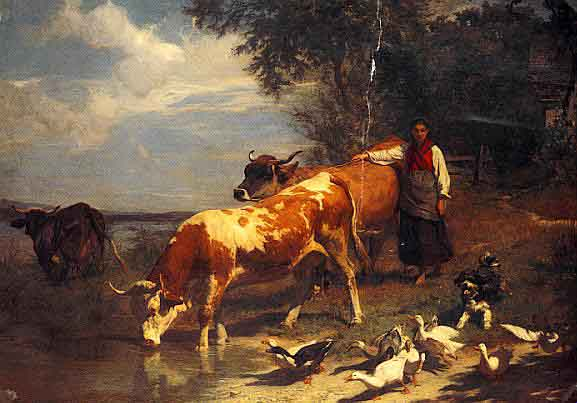
En el lago (c. 1898)

Otros trabajos
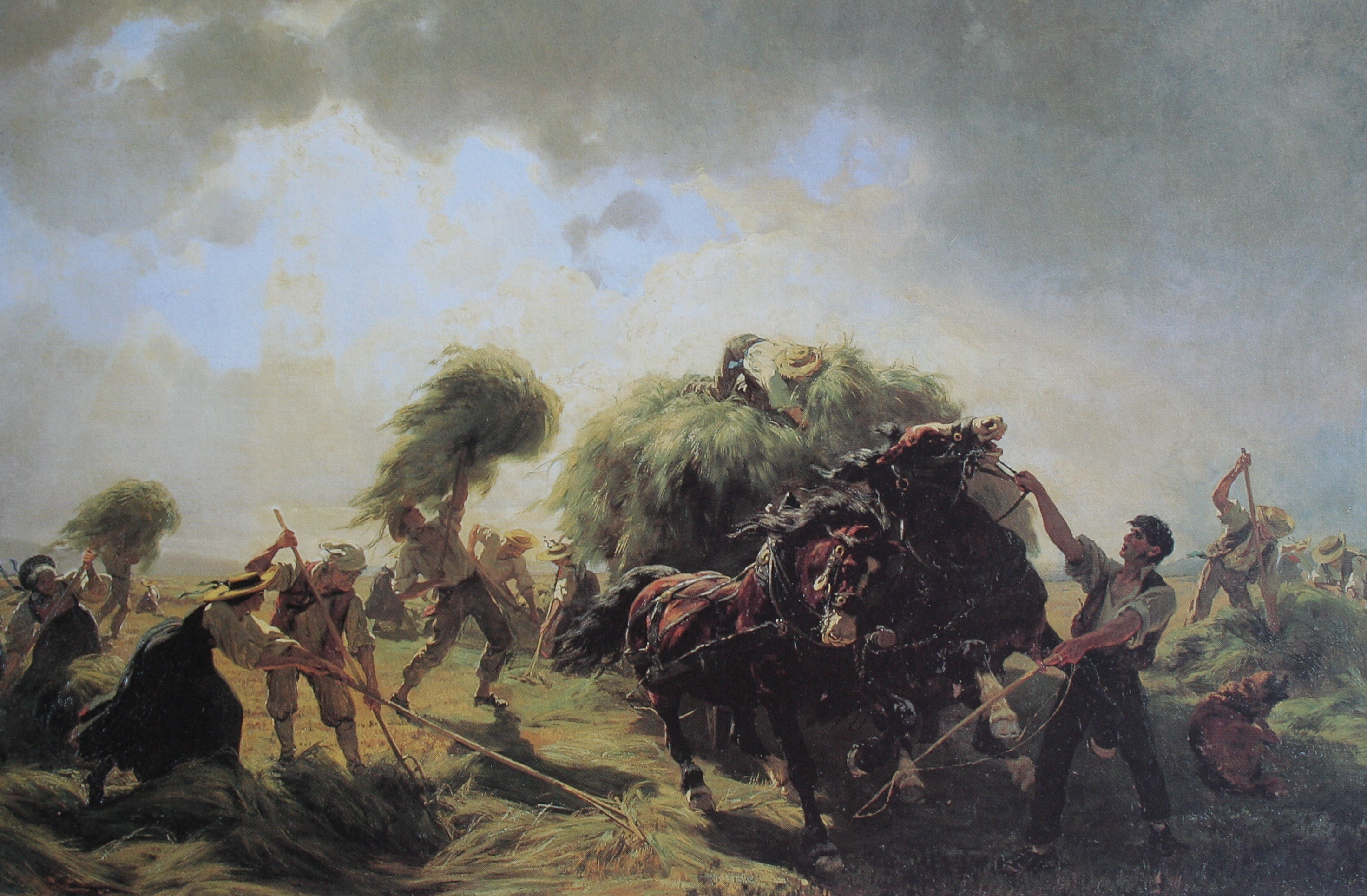
Cosecha de heno (1854)
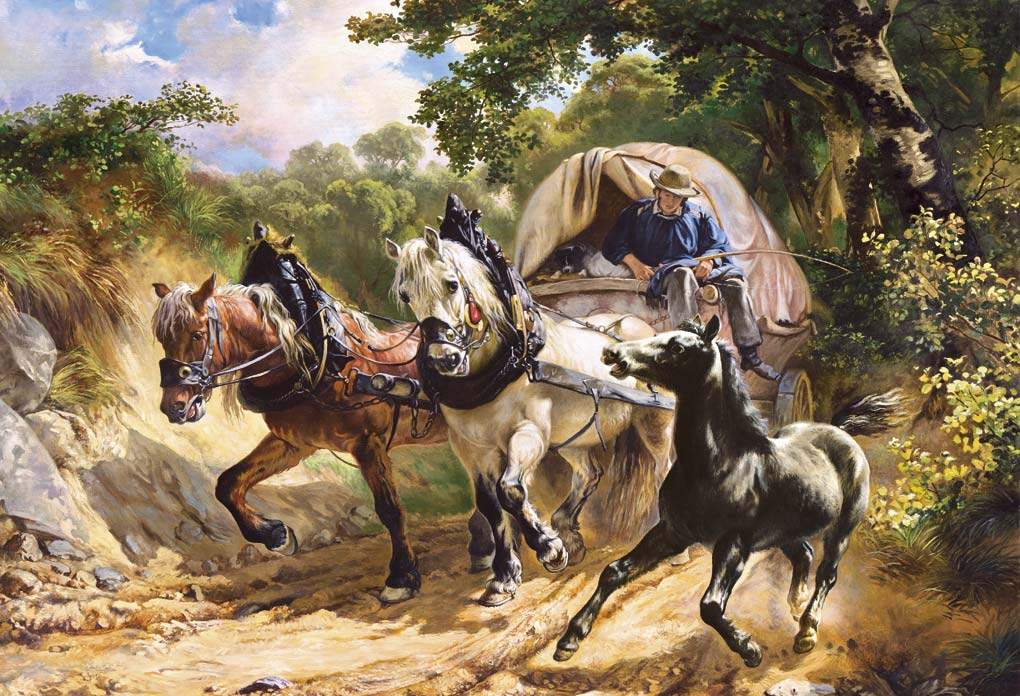
Barranco (1855)
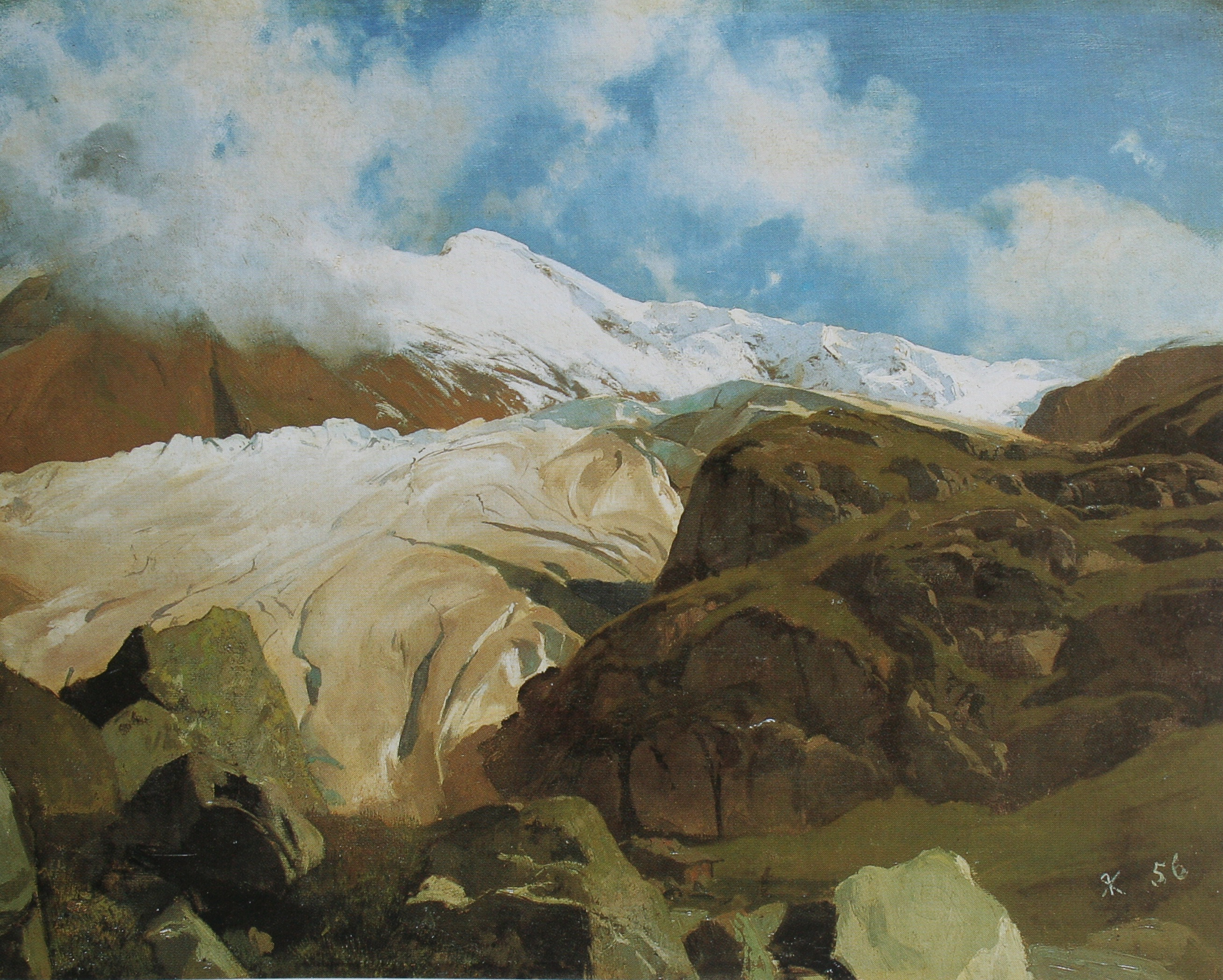
Glaciar de Sustenpass (1856)
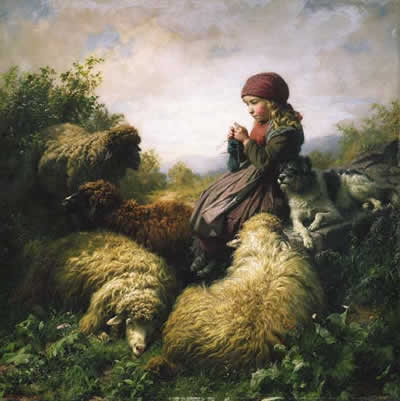
Pastorcilla tejiendo (1859)
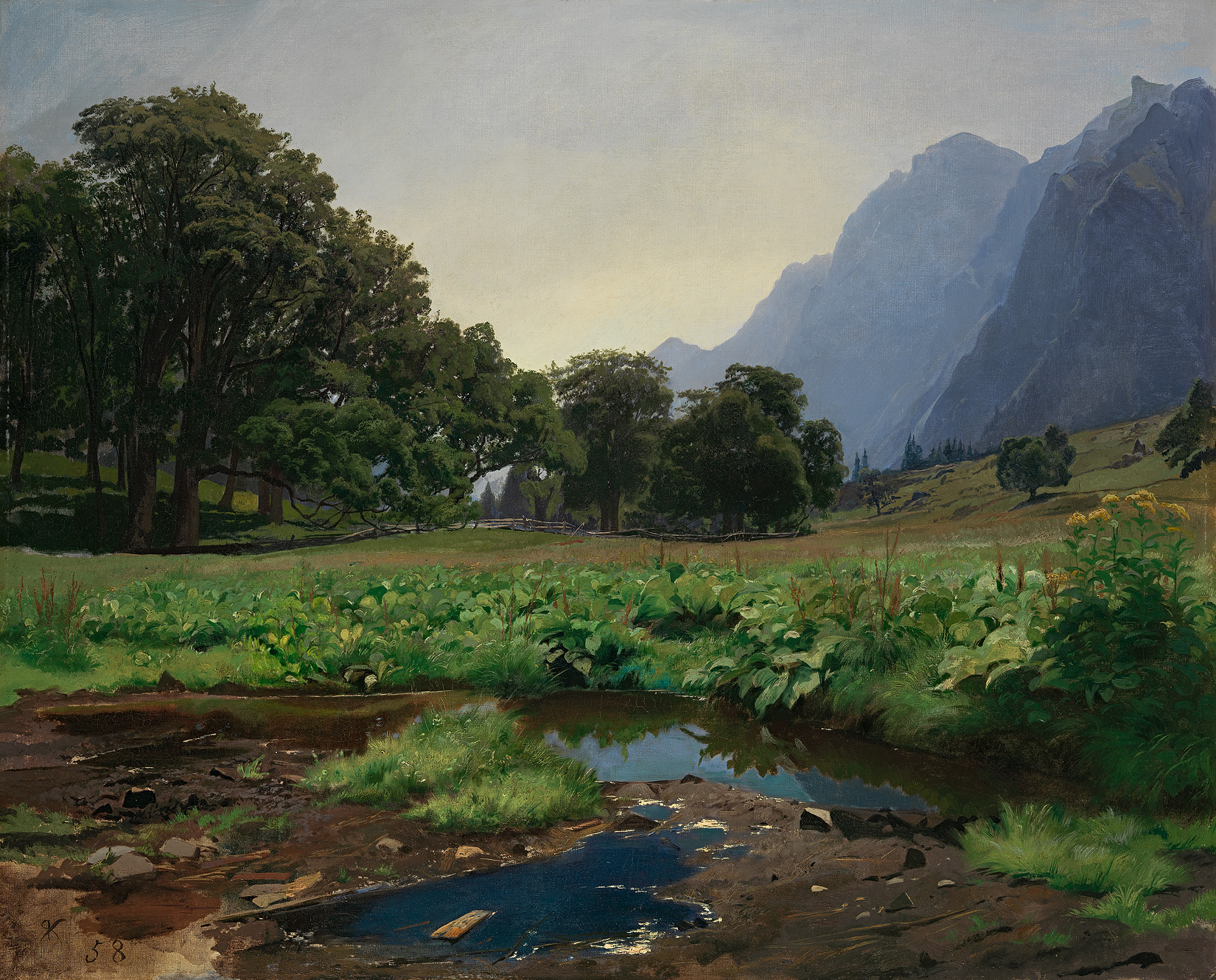
Richisau, 1858
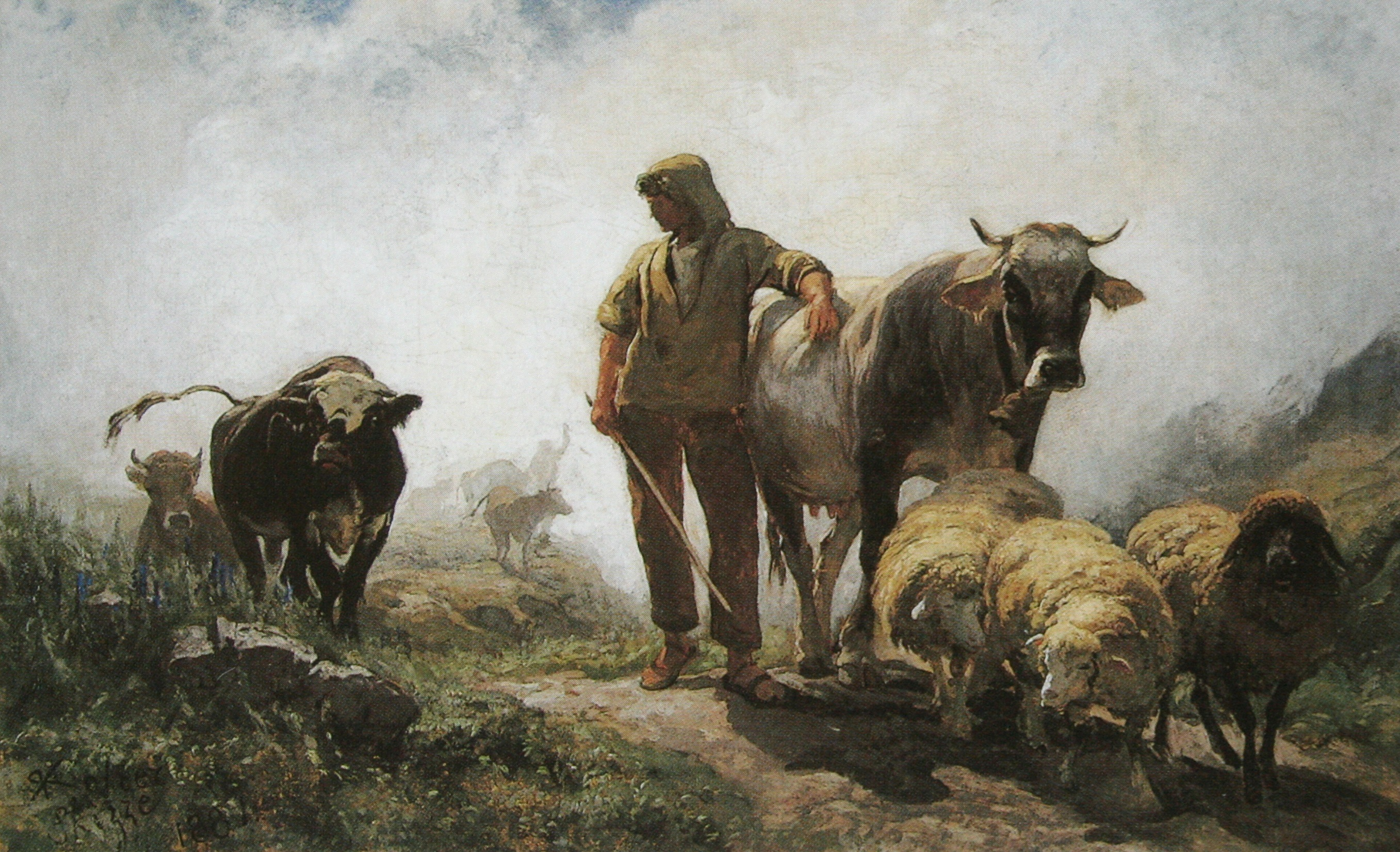
A las montañas, 1881
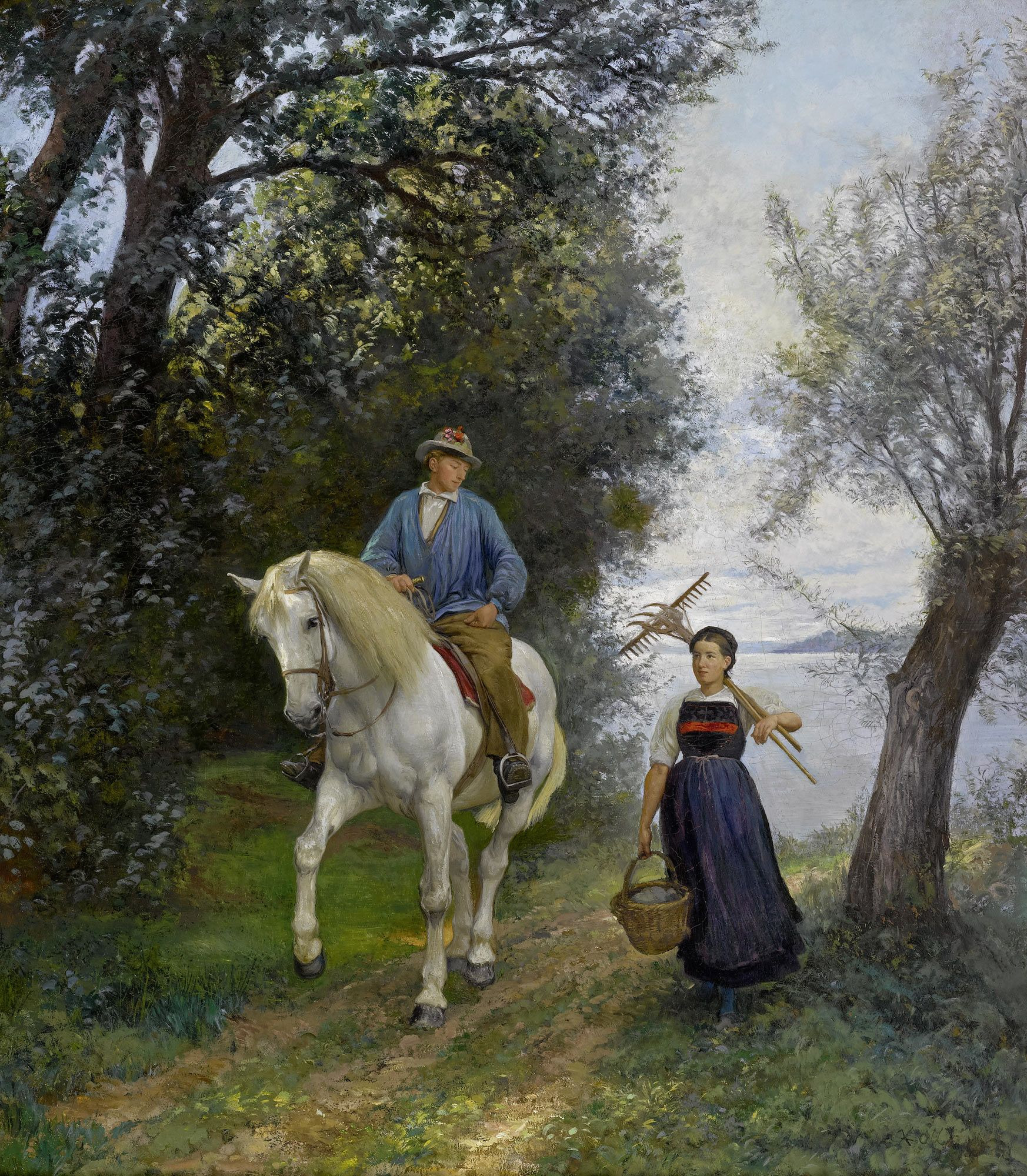
El jinete y su mujer en el lago (c. 1892)
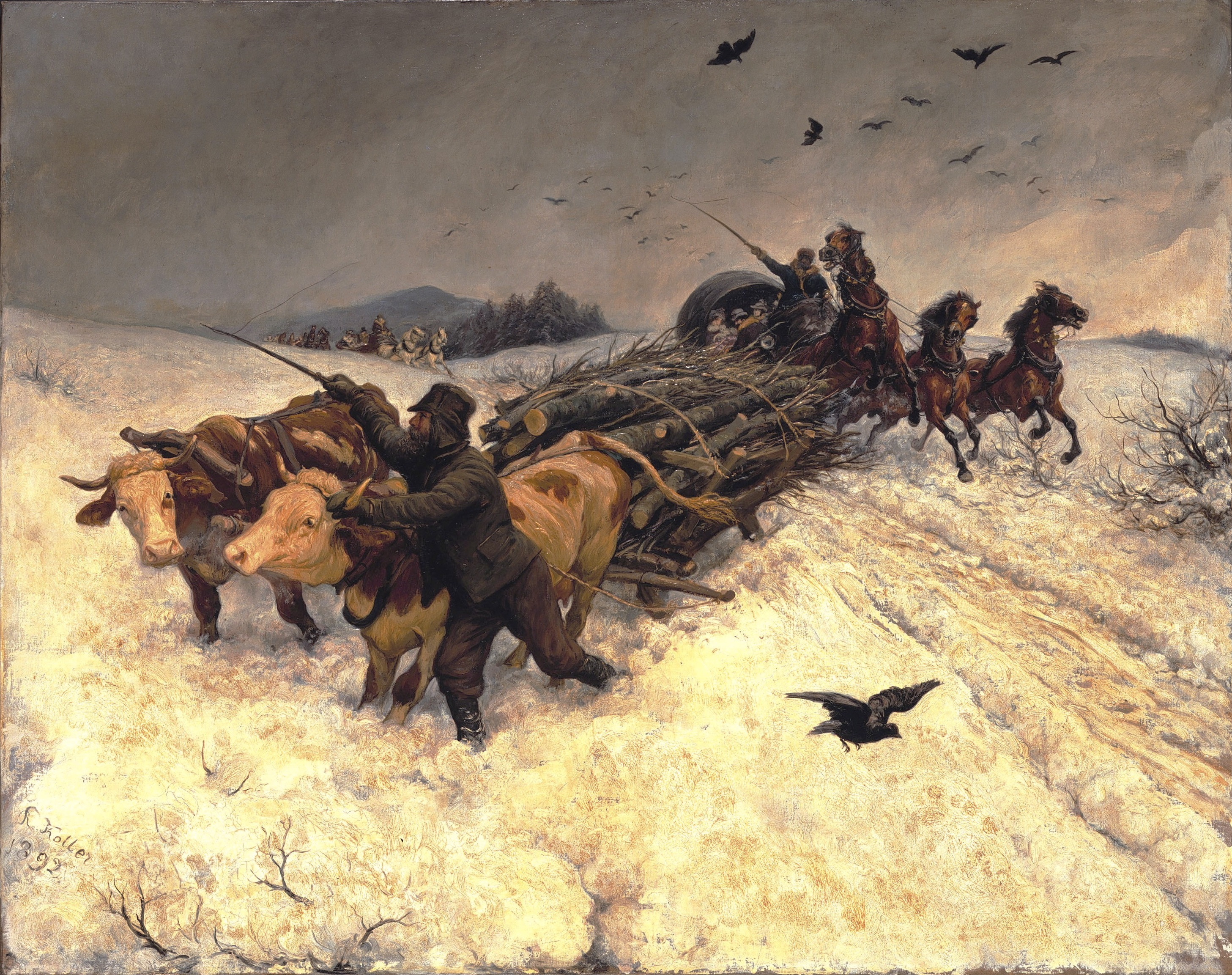
Paseo en trineo (1892)
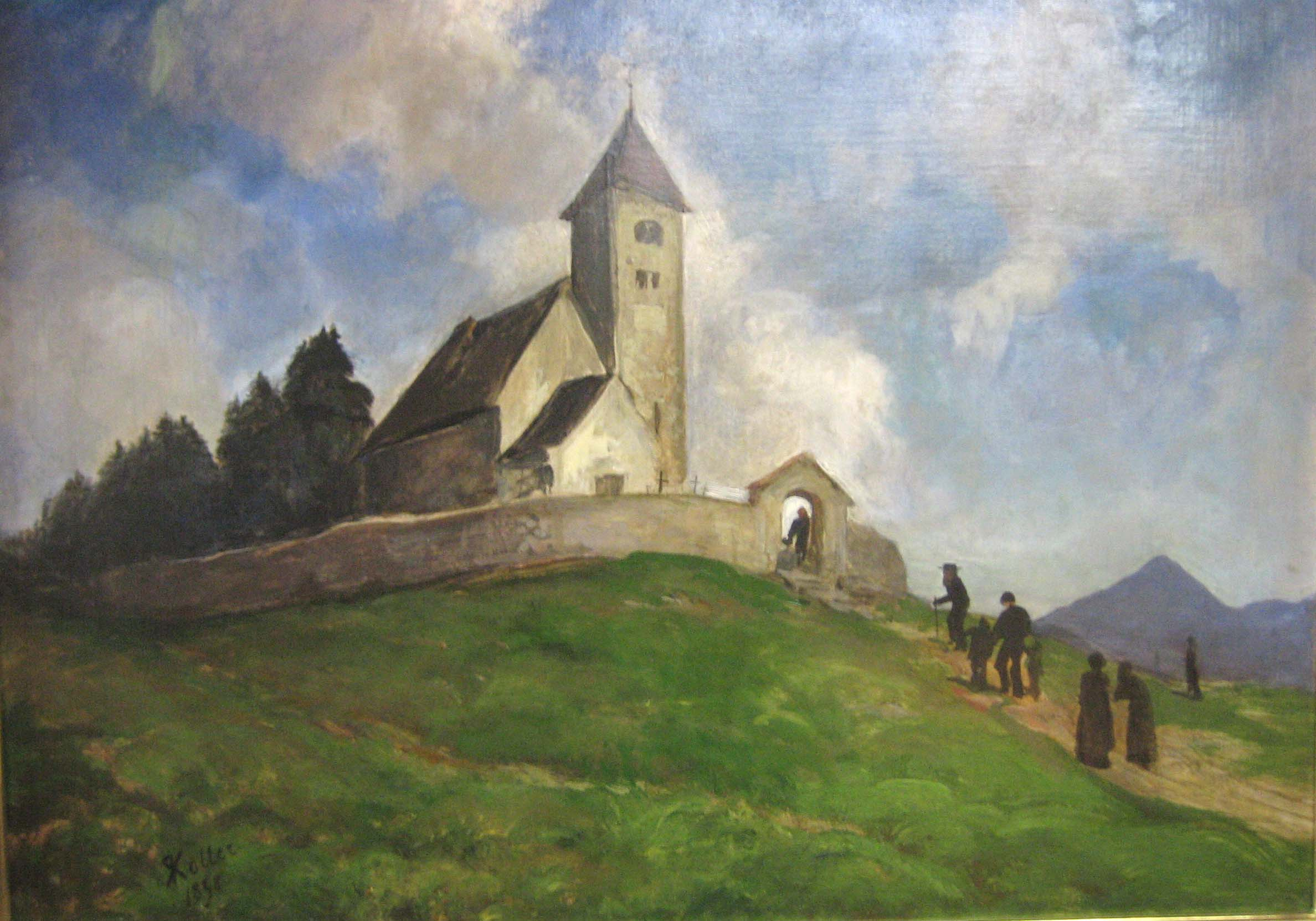
Iglesia de San Remigio (1898)
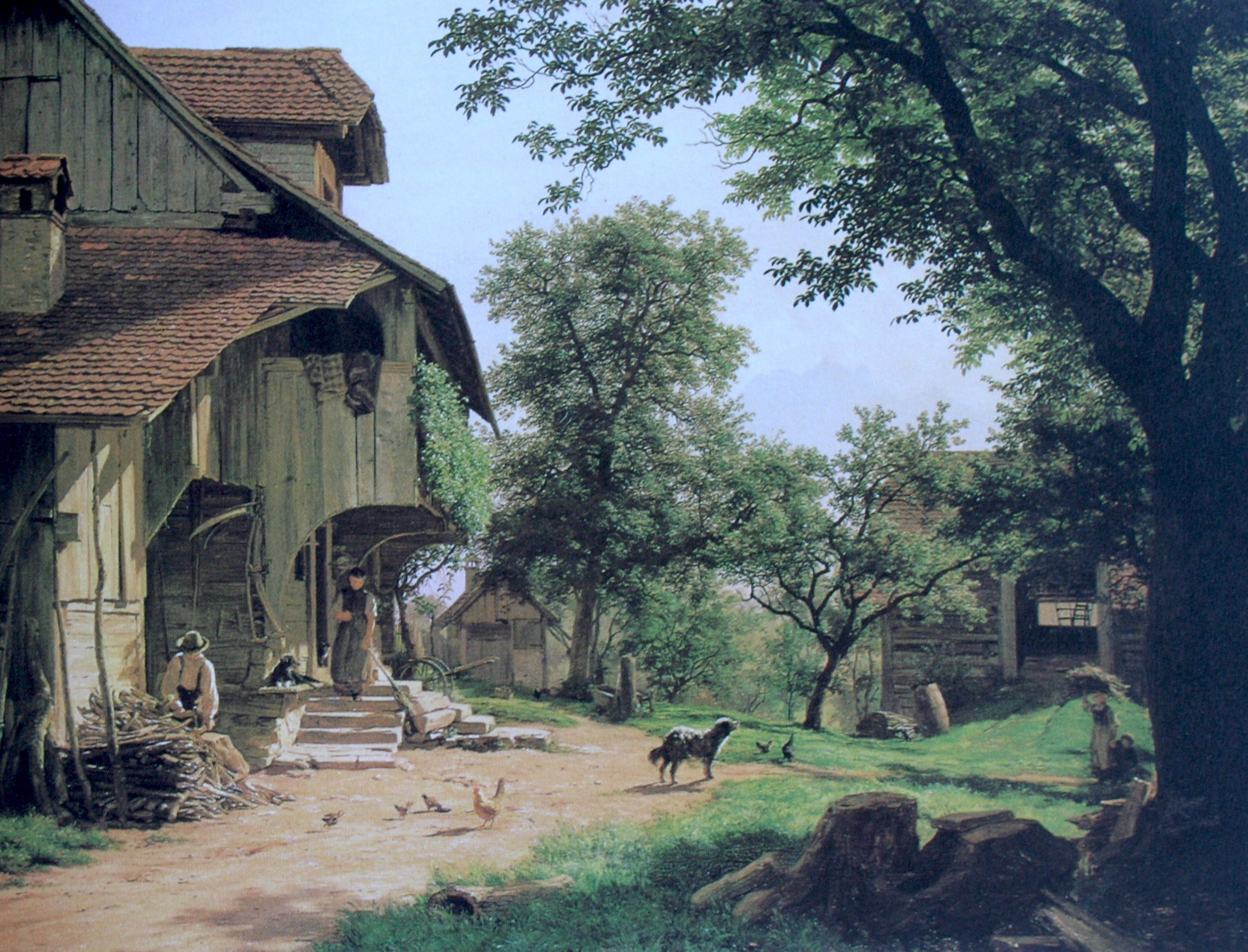
El corral (c. 1870)